# ییرژی اسکالاک
ییرژی اسکالاک (چکی: Jiří Skalák؛ زادهٔ ۱۲ مارس ۱۹۹۲) بازیکن فوتبال اهل جمهوری چک است.
از باشگاه‌هایی که در آن بازی کرده‌است می‌توان به باشگاه فوتبال اسپارتا پراگ، باشگاه فوتبال زبرویوفکا برنو، باشگاه فوتبال برایتون اند هوو آلبیون، باشگاه فوتبال روژمبرک، باشگاه فوتبال میلوال، و باشگاه فوتبال ملادا بولسلاف اشاره کرد.
وی همچنین در تیم‌های ملی فوتبال زیر ۲۱ سال جمهوری چک، و جمهوری چک بازی کرده‌است.